# MOTOmed
Motomed (někdy též MOTOmed nebo Motomet) je pohybový přístroj poháněný motorem, jenž je určen osobám trpícím ochrnutím (paraplegici, kvadruplegici). Díky pohybu na přístroji dochází ke kompenzaci nedostatku pohybu a pomáhá zmírňovat následky, jako je ztuhlost kloubů, křeče či špatné zažívání.
Pohybová léčba na přístroji umožňuje pasivní, motorem poháněný pohyb, někdy i motorem podporovaný aktivní trénink s využitím vlastních sil jako náhražka rotopedu. V Německu je přístrojová pohybová terapie s MOTOmedem uznána jako pomůcka pro některé indikace zákonným zdravotním pojištěním. Ochrannou známku i doménu MOTOmed.com má registrovanou firma RECK-Technik GmbH.